# 緑の政治
緑の政治（みどりのせいじ、英語：Green politics）とは、1970年代から世界的に
- 環境主義・エコロジー
- 原子力撤廃・反核運動
- 軍備拡張競争の抑制（軍縮）・反戦運動
- 人種主義の根絶・少数民族の保護
- 物質主義からの脱却
- 多文化主義
- 消費者の保護
- 参加型民主政治（草の根民主政治）
- フェミニズム
- 社会的弱者の保護

といった「新しい社会運動」の風潮が広まる中、1980年代にドイツで緑の党が勢力を躍進させたのを受け、それに呼応する形で世界の各地で見られるに至った、経済成長や企業の業績を中心に据えるよりも社会的に公正で持続可能な社会をより優先させよう、という政治的な姿勢・思想である。

## グローバルグリーンズ / グローバルグリーンズ憲章
アメリカ合衆国副大統領を務めた民主党のアル・ゴアのように従来・既存の政党の中にも、このような政治観を掲げる有力者が存在するが、このような主張を基軸とする新しい政党たる「緑の党」を組織しようとする動きは、広く世界の各地で見られ、それら各国の緑の党が結集し、2001年、グローバルグリーンズの結成、そして、以下の6つの大きな原則を掲げるグローバルグリーンズ憲章の制定へと至った。
- エコロジカルな知恵（英語版） ecological wisdom
- 社会正義 social justice
- 参加型民主主義 participatory democracy
- 非暴力 nonviolence
- 持続可能性 sustainability
- 多様性の尊重 respect for diversity

## 右翼・左翼との関係
みどりの政治は、保守派・右翼（右派）、進歩主義 (政治)派（革新派）・左翼（左派）、双方の流れに由来する環境保護・環境運動を端緒に始まった。が、その後は、主に
- 平和外交・平和運動
- 人権
- 産業構造の転換を通じた持続可能な発展
- 教育
- 社会保障・労働
- 消費者・食料

など、幅広い社会問題に関心を持つ左派的な色彩を強め、平和で持続可能で社会的に公正な新しいエコロジー社会を目指す総合的な理念となった。
営利を目的とする企業の自由を最優先する新自由主義的な改革（ないしグローバリゼーション・グローバリズム）には、批判的である。この点で、グローバリズムを象徴するとされる世界経済フォーラムに対し、世界社会フォーラムに象徴されるアルテルモンディアリスムとも密接に結び付いている。
「新しい社会運動」が主な源流になっていることもあり、既存の保守派・右翼（右派）か進歩派（革新派）・左翼（左派）か、という軸で分類されること自体に消極的な場合が多い。しかし、新左翼やアナキストからの参加者が多く見られたこともあり、中道左派から左翼の一形態として捉えられることが多い。
ただし、もう一つの流れとして、緑の保守主義が存在する。実際、ドイツの緑の党は、初期に多くの保守派を含んでいた。保守の思想に依拠する環境保護運動の源流は、ナチス・ドイツにまでさかのぼる（エコファシズム）。
みどりの政治の支持者には、草創期のドイツの緑の党における有力メンバーの一人で芸術家のヨーゼフ・ボイスが人智学に強い関心を持っていたなど、
- 現代の文明や消費社会への批判
- 物質主義からの脱却やサブカルチャー・カウンターカルチャーへの関心（学問の分類で言えばカルチュラル・スタディーズに近似）
- エコロジーや先住民の保護などの文脈から代替医療やスピリチュアリティ（主にアメリカで言えばニューエイジ）などへの関心

を強く志向する人々が多く含まれることもあり、無神論的ないし近代合理主義的な共産主義、特にマルクス・レーニン主義に対しては、国家観や民主政治観などで一線を画するものと考えられている。
みどりの政治は、民主社会主義・社会民主主義と関心が一致する場合が多く、しばしば連立政権を組む事例（赤緑連合。1998年から2005年のドイツにおけるドイツ社会民主党・同盟90/緑の党連立政権など）も見られるが、反戦運動の流れを汲むこともあり、国家との関係において軍事や国家主義に対して否定的な傾向を有する。このため、国家の介入による公平を重視し、軍事力についても必ずしも否定的でない民主社会主義・社会民主主義の勢力とは、安全保障をめぐって対立する場合も見られる。さらに中道左派～左派政党は労働組合を支持母体としていることが多く、とりわけ重化学工業や電力会社の産業別労働組合からは雇用安定の立場から環境問題解決案に抵抗を示されることも少なくない。